# Reuben Mtolo Phiri
Reuben Mtolo Phiri (* 11. November 1964) ist ein sambischer Politiker der Bewegung für Mehrparteiendemokratie MMD (Movement for Multi-Party Democracy) und später der Vereinigten Partei für die nationale Entwicklung UPND (United Party for National Development), der zwischen 2011 und 2016 Mitglied der Nationalversammlung (National Assembly of Zambia) war. Seit 2021 ist er wieder Mitglied der Nationalversammlung sowie Landwirtschaftsminister im Kabinett von Staatspräsident Hakainde Hichilema.

## Leben
Reuben Mtolo Phiri, der als Wirtschaftswissenschaftler tätig war, wurde bei den Wahlen in Sambia 2011 für die Bewegung für Mehrparteiendemokratie MMD (Movement for Multi-Party Democracy) im Wahlkreis Chipata Central erstmals zum Mitglied der Nationalversammlung (National Assembly of Zambia) gewählt. Er wurde als Whip im September 2011 Parlamentarischer Geschäftsführer der MMD-Fraktion und war zudem zwischen Januar 2015 und Mai 2016 als Hinterbänkler (Backbencher), Mitglied des Ausschusses für Schätzungen (Estimates Committee) sowie zugleich Mitglied des Ausschusses für Privilegien und Abwesenheiten (Committee on Privileges and Absences). Bei den Wahlen am 11. August 2016, bei denen die MMD nur noch drei von bislang 55 Mandaten gewann, verlor er seinen Sitz im Abgeordnetenhaus.
Mtolo trat danach aus der MMD aus und wurde später Mitglied der Vereinigten Partei für die nationale Entwicklung UPND (United Party for National Development), für die er bei den Wahlen am 12. August 2021 im Wahlkreis Chipata Central wieder zum Mitglied der Nationalversammlung gewählt wurde. Im September 2021 wurde er als Landwirtschaftsminister (Minister of Agriculture) in das Kabinett von Staatspräsident Hakainde Hichilema berufen. Als Landwirtschaftsminister war er im Juli 2023 Vorsitzender der Agrarkonferenz zwischen Afrikanischer Union und Europäischer Union in Rom.